# Hidrocele testicular
Hidrocele testicular é um acúmulo de fluido límpido (hidrocele) no interior da túnica vaginal, a membrana mais interna que contém o testículo. Uma hidrocele primária causa aumento indolor do escroto no lado afetado e acredita-se que é causada devido a uma absorção deficiente do fluido secretado entre as duas camadas da túnica vaginal.
Uma hidrocele geralmente ocorre em somente um lado. O acúmulo pode ser sinal de um trauma físico, infecção ou tumor, resultado de cirurgia de varicocele ou hérnia, ou de causa desconhecida.

## Sintomas
Uma hidrocele assemelha-se a um pequeno balão preenchido por fluido no interior do escroto. É suave e fica predominantemente na frente de um dos testículos. As hidroceles variam bastante em tamanho, geralmente são indolores e não malignas. As hidroceles de grande volume causam desconforto devido a seu tamanho. Como o fluido da hidrocele é transparente, uma fonte de luz pode gerar uma iluminação perceptível do outro lado da região com hidrocele.
Os sintomas de uma hidrocele podem ser facilmente distinguidos de um câncer testicular, já que uma hidrocele é suave e fluida, ao passo que um câncer testicular é duro e irregular.
Através de um exame de ultrassom o acúmulo de fluidos pode ser diagnosticado corretamente.

## Tratamento

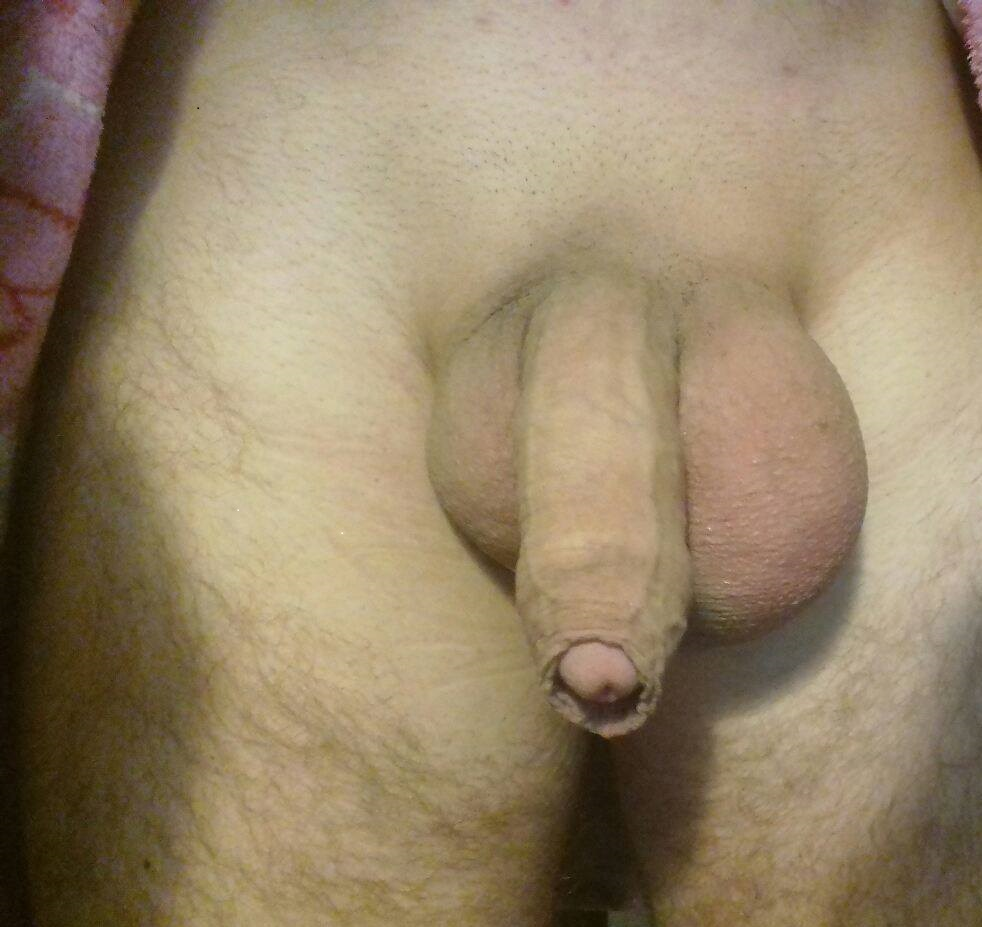

O acúmulo do fluido na hidrocele testicular deve ser geralmente removido através de cirurgia. O procedimento é chamado de hidrocelectomia. Nele, a túnica vaginal é excisada, o fluido drenado e as bordas da túnica são suturadas para prevenir que novamente ocorra um acúmulo de fluido.
Se a hidrocele não é removida cirurgicamente, ela pode continuar a crescer. O fluido da hidrocele pode ser aspirado, o procedimento é menos invasivo, mas as taxas de recorrência são altas. Escleroterapia, que é uma injeção de uma solução seguida por aspiração do fluido da hidrocele, pode aumentar as taxas de sucesso. Em muitos pacientes, o procedimento de aspiração e escleroterapia é repetido enquanto a hidrocele se repete.

## Fertilidade
Uma hidrocele testicular geralmente não afeta a fertilidade. Entretanto, ela pode ser um indício de outros fatores que podem afetar a fertilidade.